# Melissa Carvajal
Melissa Carvajal (Isla de Margarita, 28 de abril de 1989) es un artista, actriz de cine, teatro, y bailarina venezolana, con residencia en Los Ángeles, California.

## Biografía

### Carrera artística
Melissa nació en la Isla de Margarita, Venezuela. Comenzó a tomar clases de baile a muy temprana edad. A los 17 años de edad, viajó a la ciudad de Nueva York, para tomar clases de inglés y de baile en Step on Broadway. Luego, viajó a Los Ángeles, California.

## Filmografía
- Bulerías (2016)
- Tito: Peace of Heaven (2016)
- Bloody Hands (2017)